# Tales from Planet Earth
Tales From Planet Earth este o colecție de povestiri științifico-fantastice scrise de Arthur C. Clarke și publicată în 1990 de Bantam Books.

## Cuprins
- Prefață de Arthur C. Clarke și Isaac Asimov
- "The Road to the Sea"
- "Hate"
- "Publicity Campaign"
- "The Other Tiger"
- "The Deep Range"
- "If I Forget Thee, Oh Earth..."
- "The Cruel Sky"
- "The Parasite"
- "The Next Tenants"
- "Saturn Rising"
- "The Man Who Ploughed the Sea"
- "The Wall of Darkness"
- "The Lion of Comarre"
- "On Golden Seas"